# Oxynoemacheilus
Oxynoemacheilus és un gènere de peixos pertanyent a la família dels balitòrids i a l'ordre dels cipriniformes.

## Distribució geogràfica
Es troba des d'Albània fins al centre de l'Iran: 4 espècies són europees (Oxynoemacheilus bureschi, Oxynoemacheilus merga, Oxynoemacheilus pindus i Oxynoemacheilus theophilii), mentre que les restants són d'Anatòlia i de l'Orient Mitjà.

## Taxonomia
- Oxynoemacheilus anatolicus (Erk'akan, Özeren & Nalbant, 2008)[3]
- Oxynoemacheilus angorae (Steindachner, 1897)[4]
- Oxynoemacheilus araxensis (Bănărescu & Nalbant, 1978)[5]
- Oxynoemacheilus argyrogramma (Heckel, 1847)[6]
- Oxynoemacheilus atili (Erk'akan, 2012)[7]
- Oxynoemacheilus banarescui (Delmastro, 1982)[8]
- Oxynoemacheilus bergianus (Derjavin, 1934)[9]
- Oxynoemacheilus brandtii (Kesler, 1877)[10]
- Oxynoemacheilus bureschi (Drensky, 1928)[11]
- Oxynoemacheilus ceyhanensis (Erk'Akan, Nalbant & Özeren, 2007)[12]
- Oxynoemacheilus chomanicus (Kamangar, Prokofiev, Ghaderi & Nalbant, 2014)[13]
- Oxynoemacheilus cinicus (Erk'Akan, Nalbant & Özeren, 2007)[12]
- Oxynoemacheilus cyri (Berg, 1910)[14]
- Oxynoemacheilus ercisianus (Erk'akan & Kuru, 1986)[15]
- Oxynoemacheilus erdali (Erk'Akan, Nalbant & Özeren, 2007)[12]
- Oxynoemacheilus eregliensis (Bănărescu & Nalbant, 1978)[5]
- Oxynoemacheilus evreni (Erk'Akan, Nalbant & Özeren, 2007)[12]
- Oxynoemacheilus frenatus (Heckel, 1843)[16]
- Oxynoemacheilus galilaeus (Günther, 1864)[17]
- Oxynoemacheilus germencicus (Erk'Akan, Nalbant & Özeren, 2007)[12]
- Oxynoemacheilus hamwii (Krupp & Schneider, 1991)[18]
- Oxynoemacheilus insignis (Heckel, 1843)[16]
- Oxynoemacheilus kaynaki (Erk'akan, Özeren & Nalbant, 2008)[3]
- Oxynoemacheilus kermanshahensis (Bănărescu & Nalbaant, 1966)[19]
- Oxynoemacheilus kiabii (Golzarianpour, Abdoli & Freyhof, 2011)[20]
- Oxynoemacheilus kosswigi (Erk'akan & Kuru, 1986)[15]
- Oxynoemacheilus kurdistanicus (Kamangar, Prokofiev, Ghaderi & Nalbant, 2014)[13]
- Oxynoemacheilus lenkoranensis (Abdurakhmanov, 1962)[21]
- Oxynoemacheilus leontinae (Lortet, 1883)[22]
- Oxynoemacheilus mediterraneus (Erk'Akan, Nalbant & Özeren, 2007)[12]
- Oxynoemacheilus merga (Krynicki, 1840)[23]
- Oxynoemacheilus mesudae (Erk'akan, 2012)[7]
- Oxynoemacheilus namiri (Krupp & Schneider, 1991)[18]
- Oxynoemacheilus panthera (Heckel, 1843)[16]
- Oxynoemacheilus paucilepis (Erk'Akan, Nalbant & Özeren, 2007)[12]
- Oxynoemacheilus persa (Heckel, 1847)[6]
- Oxynoemacheilus phoxinoides (Erk'Akan, Nalbant & Özeren, 2007)[12]
- Oxynoemacheilus pindus (Economidis, 2005)[24]
- Oxynoemacheilus samanticus (Bănărescu & Nalbant, 1978)[5]
- Oxynoemacheilus seyhanensis (Bănărescu, 1968)[25]
- Oxynoemacheilus seyhanicola (Erk'Akan, Nalbant & Özeren, 2007)[12]
- Oxynoemacheilus simavicus (Balik & Bănărescu, 1978)[5]
- Oxynoemacheilus theophilii (Stoumboudi, Kottelat & Barbieri, 2006)[26]
- Oxynoemacheilus tigris (Heckel, 1843)[16]
- Oxynoemacheilus tongiorgii (Nalbant & Bianco, 1998)[27]
- Oxynoemacheilus zagrosensis (Kamangar, Prokofiev, Ghaderi & Nalbant, 2014)[13][28][29][30][31]

## Estat de conservació
Oxynoemacheilus anatolicus, Oxynoemacheilus angorae, Oxynoemacheilus araxensis, Oxynoemacheilus argyrogramma, Oxynoemacheilus atili, Oxynoemacheilus banarescui, Oxynoemacheilus bergianus, Oxynoemacheilus brandtii, Oxynoemacheilus bureschi, Oxynoemacheilus ceyhanensis, Oxynoemacheilus cinicus, Oxynoemacheilus cyri, Oxynoemacheilus ercisianus, Oxynoemacheilus eregliensis, Oxynoemacheilus evreni, Oxynoemacheilus frenatus, Oxynoemacheilus galilaeus, Oxynoemacheilus germencicus, Oxynoemacheilus hamwii, Oxynoemacheilus insignis, Oxynoemacheilus kaynaki, Oxynoemacheilus kosswigi, Oxynoemacheilus lenkoranensis, Oxynoemacheilus leontinae, Oxynoemacheilus mediterraneus, Oxynoemacheilus merga, Oxynoemacheilus mesudae, Oxynoemacheilus namiri, Oxynoemacheilus panthera, Oxynoemacheilus paucilepis, Oxynoemacheilus phoxinoides, Oxynoemacheilus pindus, Oxynoemacheilus samanticus, Oxynoemacheilus seyhanensis, Oxynoemacheilus seyhanicola, Oxynoemacheilus simavicus, Oxynoemacheilus theophilii,  Oxynoemacheilus tigris i Oxynoemacheilus tongiorgii apareixen a la Llista Vermella de la UICN a causa de l'extracció d'aigua i sorra dels rius, la construcció de preses, la contaminació de l'aigua, la disminució de les pluges a causa del canvi climàtic, la salinització, la introducció d'espècies exòtiques, l'abocament d'aigües residuals, la canalització i modificació dels cursos fluvials, la sobreexplotació dels recursos hídrics i la degradació de llurs hàbitats.